# Bannwil
Bannwil és un municipi del cantó de Berna (Suïssa), situat a l'antic districte d'Aarwangen i des de 2010 al Districte administratiu d'Oberaargau.

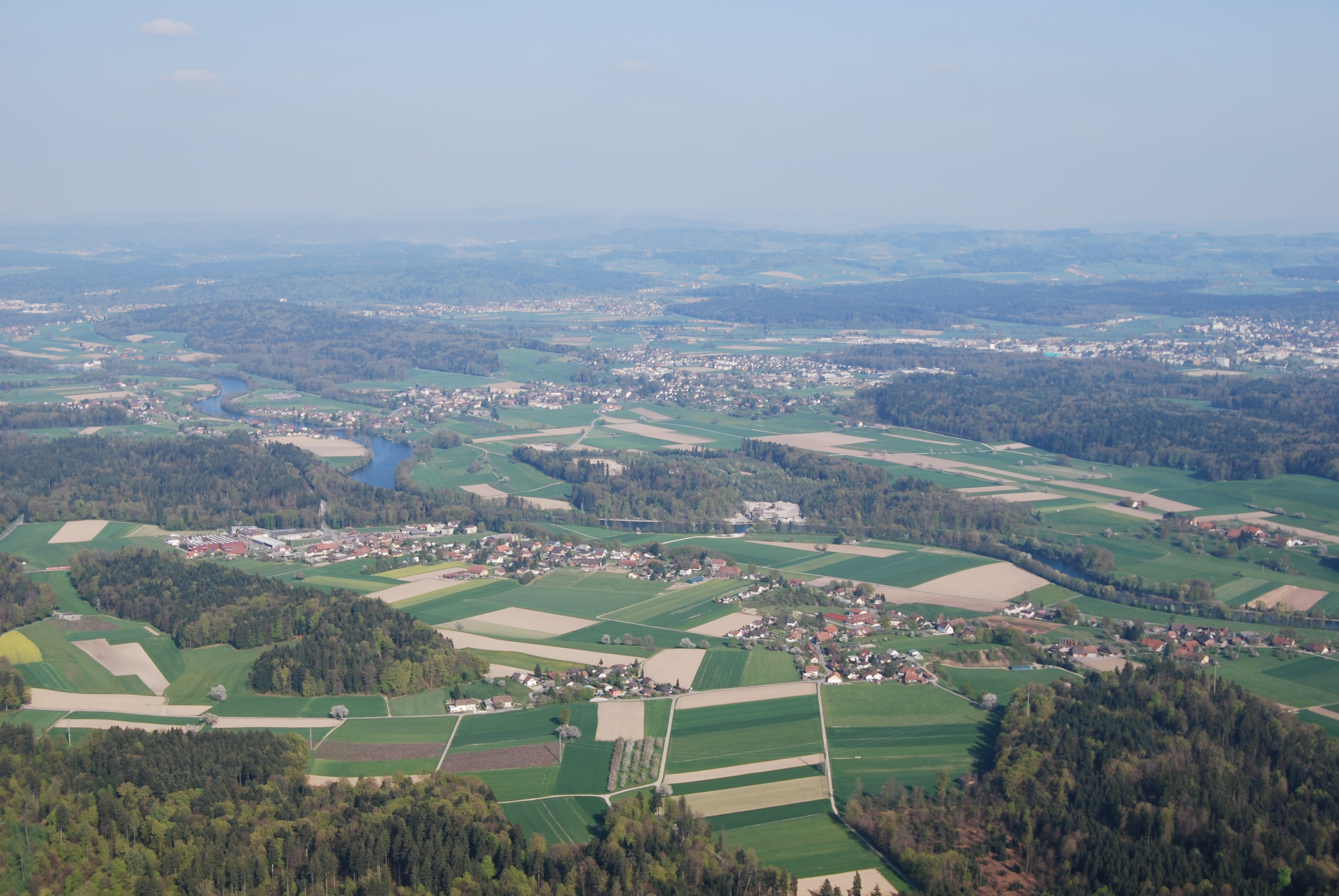
Bannwil

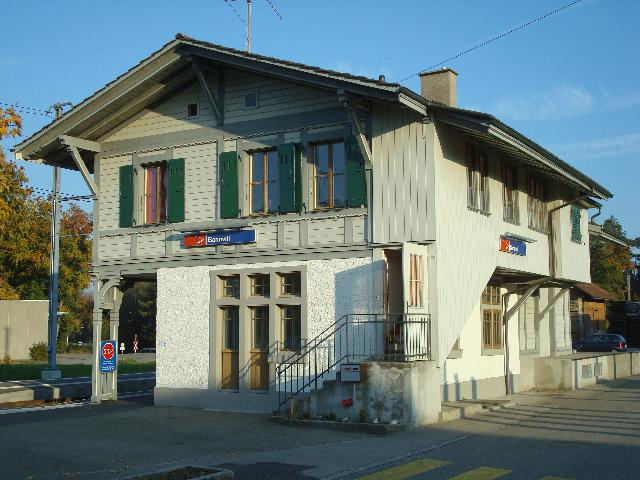
L'estació de tren